# Crataegus tinctoria
Crataegus tinctoria är en rosväxtart som beskrevs av William Willard Ashe. Crataegus tinctoria ingår i Hagtornssläktet som ingår i familjen rosväxter. Inga underarter finns listade i Catalogue of Life.